# 欧盟格言
多元一体為歐洲聯盟（European Union）的官方格言 。這句話同時也譯為歐盟各會員國所用語言（如右所示），且具有同等地位。而拉丁語版：In varietate concordia有時也作為一種妥協的用法。這句格言為最新的歐洲象徵之一，其與歐盟旗幟和歐盟盟歌具有同等地位，不過和多數歐洲象徵不同的是，歐盟格言為歐盟特有的象徵，而非如其他象徵一般多來自於歐洲委員會。

## 意義
根據歐盟委員會的說法：
| “ | 這句格言所欲表達的意涵在於，透過歐洲聯盟，歐洲種族將團結在一起，為了和平和繁榮而共同努力。同時，歐洲的各種不同文化、傳統和語言對於整個歐洲大陸而言都是有益的資產。 | ” |

## 歷史
「多元一体」這句話於2000年5月時在一場有來自歐盟15個成員國（包含：奧地利、比利時、丹麥、芬蘭、法國、德國、希臘、愛爾蘭、義大利、盧森堡、荷蘭、葡萄牙、西班牙、瑞典以及英國，又稱為「EU-15」），多達8萬名學生所參加的非官方活動中最先納為歐盟格言。

### LaPrairie計畫（1998－1999）
於1998年4月，法國報紙 Ouest-France 的Patrick La Prairie 提議為當時15歲的歐盟中學學生舉辦一場歐洲格言的競賽。這活動是為了歐盟之父羅伯特·舒曼的超國家共同體著名宣言的50年紀念，該宣言最終催生出了歐盟。

### 歐盟格言的徵求（1999－2000）
在1999年9月時，在歐盟境內曾經有過一場關於歐盟格言的徵選隨著學期的開始而展開。該場徵選中，總共有2575個班級參與其中，而學生的年齡則是介於10到19歲間。其最主要的規則是，所提出的文句不得超過12個字，同時，若將該文句展開，於該班級所在地區使用的語言中，不得超過1500個字母。另外，還需要附上英文版的解釋，因為所有的老師都是使用英文加以溝通。各國國內和全歐洲的贏家將於隔年選出。
直到這場徵選的截止日期，2000年1月15日為止，共提出2016句格言參加徵選。一份由Taylor Nelson Sofres 對於這些總共加起來40萬個字的格言加以分析後發現，這些年輕的歐洲人最喜歡使用的字彙分別為：「歐洲」 （Europe）、「和平」（peace）、「團結」（unity）、「聯盟」（union）、「共同」（together）、「未來」（future）、「不同」（difference）、「希望」（hope）、「團結」（solidarity）、「平等」（egality）、「自由」（liberty）、「多元」（diversity）、以及「尊重」（respect）。

### 在歐洲議會的宣言（2000）
2000年5月4日，將近500名來自於 EU-15的50個班級所屬學童聚集在比利時布魯塞爾的歐洲議會，見證由15個委員所組成的審議委員會所選出之歐盟格言的公布（這15個委員包含前奧地利總理Franz Vranitzky、前義大利外交部長Susanna Agnelli、前比利時太空人Dirk Frimout、前丹麥外交大臣Uffe Ellemann-Jensen、盧森堡歷史學家Gilbert Trausch、前德國聯邦議院院長Rita Süssmuth、愛爾蘭參議員Mary Henry、前歐盟委員會主席Roy Jenkins（英國籍）、前歐盟委員會主席Jacques Delors（法國籍））。
這句格言以藍色作為其襯底展示於第24屆歐洲議會主席Nicole Fontaine的背後。以法文表示的「Unité dans la diversité」（多元一体）譯為歐盟11種官方語言以及拉丁文（In varietate concordia），由歐洲議會主席Nicole Fontaine念出，而這句格言是由盧森堡的學童所設計出來的。
另外，這句格言也提交到2000年6月19、20日在Santa Maria da Feira舉辦，由15國國家元首共同參加的歐洲理事會尋求批准認可為歐盟格言。歐洲議會主席Nicole Fontaine表示：「我希望這句格言成為所有歐盟機關的格言，如同我們有盟旗和盟歌一般。」（I want it to become the motto of all institutions, just as we have a flag and anthem）。
另外六句被淘汰的格言則分別是：「和平、自由、團結」（Peace, Liberty, Solidarity）、「我們的不同為我們的力量」（Our differences are our strength）、「為和平與民主團結」（United for peace and democracy）、「在自由中團結」（United in liberty）、「舊大陸，新希望」（An old continent, a new hope）、「所有不同，均屬歐洲！」（All differents, all Europeans!）。
「多元一体」在過去也曾經是印尼的國家格言（古爪哇語為「Bhinneka Tunggal Eka」），另外，在2000年4月27日，當時已經擺脫種族隔離制度的南非也使用相似的一句話作為國家格言，這句話以Xam（一種已經消失的科伊桑人語言）表示為「ikee:/xarra/ike」，翻譯成英文同樣是「Unity in diversity」（多元一体）。

### 歐盟憲法（2004）
2004年時，這句歐盟格言曾寫入未能通過的歐盟憲法中，在規定歐盟象徵的第I-8條中。
|  | 第 I-8條 聯盟的象徵 聯盟的旗幟為十二個金色的星星環繞於藍色的襯底之上。 聯盟的盟歌為由路德維希·范·貝多芬所創作的第九號交響曲中的「歡樂頌」。 聯盟格言為：「多元一体」。 聯盟的貨幣為歐元 聯盟日為值得慶祝的五月九日 |

在歐盟憲法的翻譯中，相較於2000年半版本，歐盟格言在部分語言的翻譯作出了細部的修改，包含像是英文版的翻譯從「Unity in diversity」變成了「United in Diversity」。不過，本憲法最終仍然分別在2005年1月1日和3月29日，為荷蘭和法國所反對，而未獲通過。

### 里斯本條約（2007）
2007年的里斯本條約中，並沒有包含規範歐盟象徵的條文。里斯本條約保留和很多2004年所提出的歐盟憲法中的許多內容，然而卻刪除了定義歐盟象徵、旗幟、盟歌和格言的條文。不過本條約中包含了某些國家對他們所肯認的象徵所作出的「宣言」。另外，關於定義歐盟象徵的條文從里斯本條約本文中刪除，歐洲議會仍做出了某些反應，譬如他們決定率先在歐洲議會中使用這些象徵 ，同時，歐洲議會也變更了其內部規範，使這些象徵更常用。而就歐盟格言的部分所做出的反應則是將格言印刷在所有歐洲議會文件上。

## 官方翻譯

### 11種官方語言與拉丁語（2000）
2000年5月4日，最初以法語表示的格言：「Unité dans la diversité」轉譯成其他10種歐盟官方語言，另外加上拉丁語版的翻譯，同時經公布為歐盟格言：
| - 丹麥語: Forenet i mangfoldighed - 荷蘭語: In verscheidenheid verenigd - 英語: Unity in diversity - 芬蘭語: Moninaisuudessaan yhtenäinen | - 法語: Unité dans la diversité - 德語: Einheit in Vielfalt - 希臘語: Ενότητα στην πολυμορφία - 義大利語: Uniti nella diversità | - 葡萄牙語: Unidade na diversidade - 西班牙語: Unidad en la diversidad - 瑞典語: Förenade i mångfalden - 拉丁語: In varietate concordia |

### 24種歐盟官方語言（2004）
歐盟格言在2004年10月29日羅馬條約簽訂後，譯為條約中所指定的23種歐盟官方語言（克羅地亞加入後改為24種）：
| - 保加利亞語: Единни в многообразието - 捷克語: Jednota v rozmanitosti - 丹麥語: Forenet i mangfoldighed - 荷蘭語: In verscheidenheid verenigd - 英語: United in diversity - 愛沙尼亞語: Ühinenud mitmekesisuses - 芬蘭語: Moninaisuudessaan yhtenäinen - 法語: Unie dans la diversité | - 德語: In Vielfalt geeint - 希臘語: Ενότητα στην πολυµορφία (Enótīta stīn polymorfía) - 匈牙利語: Egység a sokféleségben - 愛爾蘭語: Aontaithe san éagsúlacht - 義大利語: Unita nella diversità - 拉脫維亞語: Vienotība dažādībā - 立陶宛語: Vienybė įvairiškume | - 馬爾他語: Magħquda fid-diversità - 波蘭語: Jedność w różnorodności - 葡萄牙語: Unidade na diversidade - 羅馬尼亞語: Unitate în diversitate - 斯洛伐克語: Jednota v rozmanitosti - 斯洛維尼亞語: Združeni v raznolikosti - 西班牙語: Unidos en la diversidad - 瑞典語: Förenade i mångfalden - 克羅埃西亞語: Ujedinjeni u različitosti |

### 其他翻譯
| - 巴斯克語: Aniztasunean bat eginik - 布列塔尼語: Unanet el liested - 加泰羅尼亞語: Units en la diversitat - 坎塔布連語: Auníos ena diversidá - 科西嘉語: Uniti in a diversità - 弗留利語: Unîts inte diversitât - 加里西亞語: Unidos na diversidade - 盧森堡語: A Villfalt gëeent - 撒丁語: Umpare in sa diversidade - 蘇格蘭蓋爾語: Aonachd ann an eugsamhlachd - 西里西亞語: Skuplowańi we roztůmajtośći - 薩沙里語: Uniddi in la dibessiddai - 低地蘇格蘭語: Unitit in diversitie - 威爾士語: Yng nglym mewn gwahaniaeth - 西弗里斯蘭語: Ienheid yn ferskaat |

### 歐盟候選國語言翻譯
以下為歐盟或該候選國自身對於歐盟格言以各該候選國之官方語言所作成的翻譯：
| - 冰島語: Eining í fjölbreytni - 馬其頓語: Обединети во различноста - 土耳其語: Çeşitlilikte birlik' - 塞爾維亞語: Уједињени у различитости (Ujedinjeni u različitosti) |

## 參照
1. ↑  .   [2010-10-05]. （原始内容存档于2011-02-17）.
2. ↑  EUROPA - The EU at a glance - The symbols of the EU - United in diversity (EU's official website) （页面存档备份，存于） accessdate:2010.01.20
3. ↑  .   [2010-10-05]. （原始内容存档于2012-11-12）.
4. ↑  European Union official website United in Diversity （页面存档备份，存于）, accessdate: January 20, 2010
5. 1 2 3 4 5  .   [2010-10-05]. （原始内容存档于2011-02-17）.
6. 1 2  Students give a name to Europe (Les élèves donnent une devise à l'Europe) 的存檔，存档日期2008-10-12., Congrès Newropeans, October 5, 2000. Patrick La Prairie.
7. 1 2 3 4  "A compromise motto for Europe" （页面存档备份，存于） from Le Soir (5 May 2000) archived in the official European Navigator, accessdate:2010.01.20
8. 1 2 3 4  .   [2010-10-05]. （原始内容存档于2009-06-08）.
9. ↑  "The Symbols of the European Union: the origin of the motto" (I Simboli dell'Unione europea, Bandiera - Inno - Motto - Moneta - Giornata) （页面存档备份，存于）, by Carlo Curti Gialdino, Professor of International Law at the University of Rome "La Sapienza" and Legal Secretary at the Court of Justice of the European Communities from 1982 to 2000, 2005, pages 130~132. European Navigator archive English version translated by the CVCE
10. 1 2  .   [2010-10-05]. （原始内容存档于2011-06-07）.
11. ↑  .   [2010-10-05]. （原始内容存档于2011-12-13）.
12. ↑  Beunderman, Mark. . EU Observer. 2007-07-11  [2007-07-12]. （原始内容存档于2012-02-10）.
13. ↑  . EU Business. 11 September 2008  [2008-09-12]. （原始内容存档于2008-09-12）.
14. ↑  Kubosova, Lucia. . EU Observer. 9 October 2008  [2008-10-09]. （原始内容存档于2012-04-05）.
15. ↑  European motto In varietate concordia 的存檔，存档日期2009-03-19., Eurominority
16. ↑  Devise européenne Archive.today的存檔，存档日期2012-05-26
17. ↑  .   [2010-10-05]. （原始内容存档于2011-02-17）.
18. ↑  Delegacija Europske komisije u Republici Hrvatskoj Archive.today的存檔，存档日期2007-06-10, accessdate: August 27, 2008. Motto used by the Croatian delegation of the European Commission in Croatia
19. ↑  Letter from the foreign ministed Milokoski to Mr. Leonard Orban, multilingualism commissioner This version is used in the translations produced by the Macedonian government about the multilinguism questions; e.g., the bilingual letter from July 28, 2008 的存檔，存档日期July 16, 2011[日期不符]，.
20. ↑  Писмо на мнр Милошоски до Леонард Орбан, комесар за повеќејазичност во Европска комисија same document in Macedonian language instead of English 的存檔，存档日期2011-07-16.
21. ↑  Article about the sur European Union on the Turkish Wikipedia Avrupa Birliği

## 外部連結
- « United in diversity »（页面存档备份，存于）, European Union official website （英文）
- The symbols of the European Union: The origin of the motto United in diversity （页面存档备份，存于） translation of Carlo Curti Gialdino's I Simboli dell'Unione europea, 2005, p. 130-132 （英文）
- Members of the European Media Jury and of the European Grand Jury for the "A motto for Europe" competition （页面存档备份，存于） （英文）
- A motto for Europe contest （页面存档备份，存于） （法文）